# Paraphronima crassipes
Paraphronima crassipes is een vlokreeftensoort uit de familie van de Paraphronimidae. De wetenschappelijke naam van de soort is voor het eerst geldig gepubliceerd in 1879 door Claus.